# Сандер Коопман
Сандер Коопман (фр. Sander Coopman, нар. 12 березня 1995, Оойґем) — бельгійський футболіст, півзахисник боснійського клубу «Борац» (Баня-Лука) та юнацької збірної Бельгії.
Виступав також за клуби «Брюгге» та «Антверпен».
Триразовий володар Кубка Бельгії. Чемпіон Бельгії. Володар Суперкубка Бельгії.

## Клубна кар'єра
Народився 12 березня 1995 року в місті Оойґем. Вихованець юнацьких команд футбольних клубів «Зюлте-Варегем» та «Брюгге».
У дорослому футболі дебютував 2013 року виступами за команду «Брюгге», в якій провів три сезони, взявши участь у 4 матчах чемпіонату. 
Згодом з 2016 по 2019 рік грав у складі команд «Зюлте-Варегем» та «Остенде».
Своєю грою за останню команду привернув увагу представників тренерського штабу клубу «Антверпен», до складу якого приєднався 2019 року. Відіграв за команду з Антверпена наступні три сезони своєї ігрової кар'єри.
Протягом 2022—2025 років захищав кольори клубу «СК Беверен».
До складу клубу «Борац» (Баня-Лука) приєднався 2025 року. 

## Виступи за збірну
У 2013 році дебютував у складі юнацької збірної Бельгії (U-19), загалом на юнацькому рівні взяв участь у 6 іграх, відзначившись 2 забитими голами.

## Титули і досягнення
- Володар Кубка Бельгії (3):

«Брюгге»: 2014-2015
«Зюлте-Варегем»: 2016-2017
«Антверпен»: 2019-2020
- Чемпіон Бельгії (1):

«Брюгге»: 2015-2016
- Володар Суперкубка Бельгії (1):

«Брюгге»: 2018